# Công ty rượu vang Garçon
Công ty rượu vang Garçon là một nhà sản xuất chai rượu vang và bao bì liên quan của Anh. Được thành lập vào năm 2016, công ty sản xuất một chai rượu vang, cùng với bao bì của nó, có thể bỏ vừa vào hộp thư.

## Lịch sử
Công ty được thành lập bởi Joe Revell và Santiago Navarro. Phát triển một chai rượu vang có hình dáng phẳng không phải là một phần của kế hoạch kinh doanh ban đầu của họ, mà là của một câu lạc bộ rượu vang tiêu dùng. Bạn của Revell phàn nàn rằng họ không thể giao rượu dễ dàng vì khách hàng thường xuyên vắng nhà hoặc đang làm việc trong văn phòng. Anh ấy đã xuất hiện trên chương trình Khởi nghiệp Pop Up năm 2016 của CNBC và được thưởng 20.000 bảng để bắt đầu công việc kinh doanh.
Năm 2017, Công ty rượu vang Garçon đã giành giải thưởng Khái niệm đồ uống mới tốt nhất tại Giải thưởng sáng tạo đồ uống thế giới và là một Diamond Finalist cho Giải thưởng cho đổi mới bao bì vào năm kế tiếp.

## Phạm vi sản phẩm

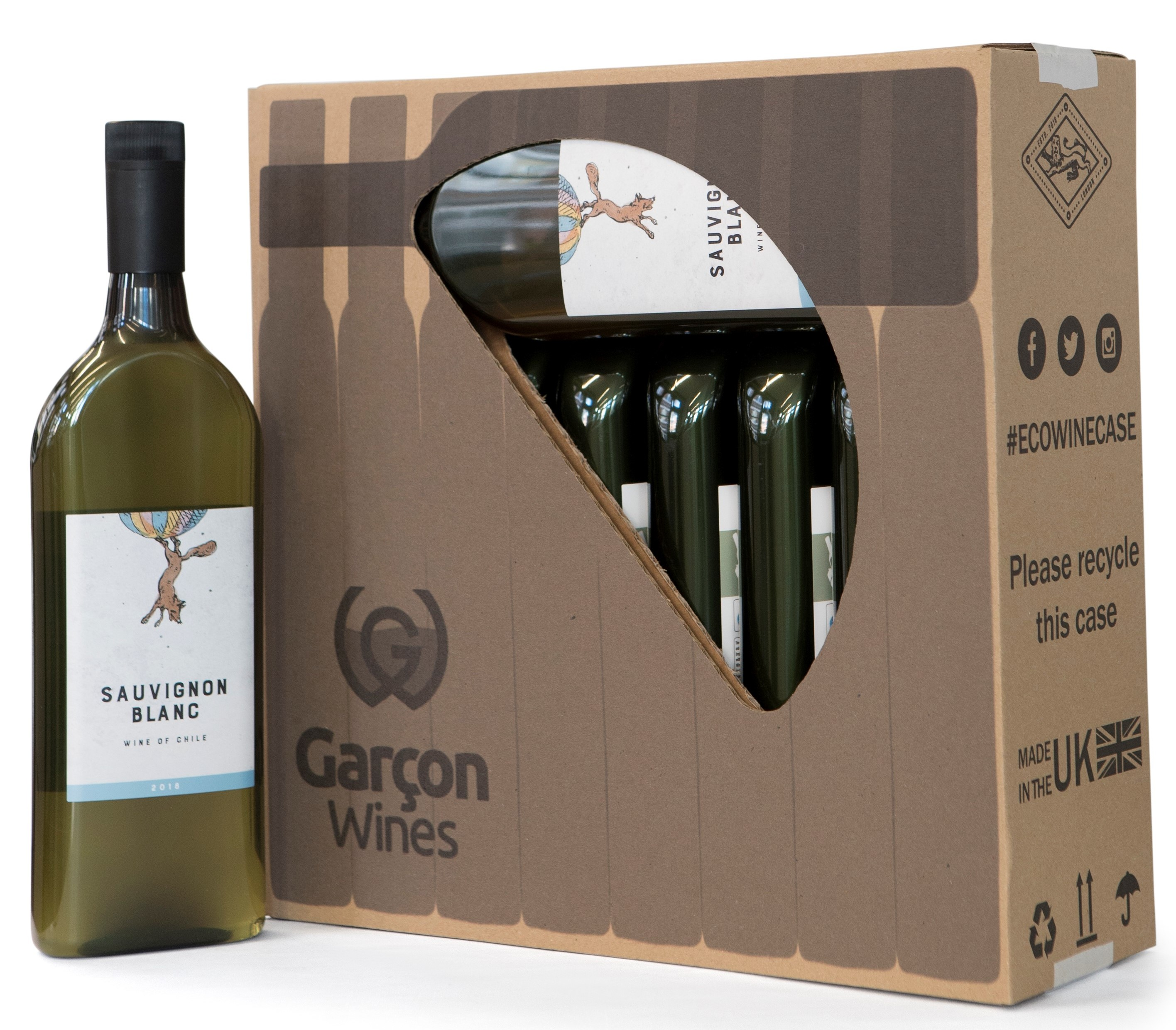
Hộp 10 chai

Công ty rượu vang Garçon sản xuất các chai rượu có kích thước đầy đủ được làm từ polyetylen terephthalat tái chế, giúp giảm lượng khí thải CO2 lên đến 60%. Loại chai này được thiết kế để để vừa vào hộp thư. Hình dạng phẳng của chai cho phép chúng có thể xếp chồng lên nhau, làm tăng hiệu quả vận chuyển và cắt giảm được các chi phí hậu cần. Công ty tuyên bố họ là người đầu tiên thiết kế một loại chai có hình dạng như vậy. Một chai có thể chứa 750 mililít (26 fl oz Anh; 25 fl oz Mỹ) rượu, giống như một chai rượu vang thông thường, nhưng cao hơn khoảng 2 xentimét (0,79 in) và có thể tái chế hoàn toàn. Chai chỉ có trọng lượng 63g, nhẹ hơn 87% so với chai thủy tinh trung bình.
Năm 2019, công ty rượu vang Garçon đã giới thiệu một hộp rượu tùy chỉnh có thể chứa 10 chai trong cùng một không gian chỉ đựng được 4 chai thông thường. 8 chai được đóng gói theo chiều dọc với hai chai cuối cùng được đặt vào cổ của các chai rượu, hầu như không để thừa không gian trống. Điều này cho phép 1040 chai được lưu trữ trong pallet container tiêu chuẩn, so với 456 chai có kích thước tiêu chuẩn, giảm sự ô nhiễm môi trường và chi phí cho việc vận chuyển và xử lý. Cùng năm đó, công ty rượu vang Garçon hợp tác với Naked Wines, để cung cấp bao bì.